# Лолита (имя)
Лоли́та (исп. Lolita) — женское имя, уменьшительная форма имён Долорес (что означает «печаль», «боль») и Лола. Оно имеет испанское происхождение, но нередко встречается также в Италии, Латвии, Португалии и на Филиппинах.
Согласно данным, предоставленным Администрацией социального обеспечения США, наибольшей популярностью в стране имя Лолита пользовалось в 1963 году, когда оно занимало 467-ю строку в списке самых популярных имён для новорожденных девочек. С 1973 года имя Лолита перестало попадать в тысячу самых популярных имён США, но перепись населения 1990 года показала, что в США существует 4275 женских имён, и Лолита занимает 969-ю строку по количеству жительниц с таким именем.
В Латвии день имени Лолита — 30 мая.

## Известные носительницы имени
См. Список статей, названия которых начинаются с «Лолита»

### Псевдонимы
- Эми Фишер (род. 1974; широко известна как «Лолита с Лонг-Айленда») — американская преступница (попытка убийства), затем — журналистка и писательница, позднее — порноактриса.

### Вымышленные персонажи
- Лолита Пулидо — главная героиня повести Джонстона Маккалли «Проклятие Капистрано» (1919) и нескольких её киноадаптаций (например, «Знак Зорро» 1920 года). В фильмах, вышедших на экраны после 1955 года, её имя изменено на Тереза, чтобы избежать аллюзий на скандальный роман Набокова (см. ниже).
- Лолита (Долорес Гейз) — 12-летняя главная героиня романа Владимира Набокова «Лолита» (1955), не по годам развитая нимфетка. Сам автор так сказал через несколько лет после выхода своего произведения: «Вероятно, я несу ответственность за тот странный факт, что люди, кажется, больше не называют своих дочерей Лолитами. Я слышал о суках-пуделях, которым давали такие клички с 1956 года, но ни о каких человеческих существах».

## Использование как имя нарицательное
После публикации «Лолиты» Набокова (см. выше) это женское имя стало именем нарицательным. Например, кембриджский словарь даёт такое определение термину:

Лолита — молодая девушка (девочка), которая имеет очень сексуальную внешность или ведёт себя очень сексуально.